# Sarkaghat
Sarkaghat is een nagar panchayat (plaats) in het district Mandi van de Indiase staat Himachal Pradesh. 

## Demografie
Volgens de Indiase volkstelling van 2001 wonen er 3.706 mensen in Sarkaghat, waarvan 50% mannelijk en 50% vrouwelijk is. De plaats heeft een alfabetiseringsgraad van 79%. 